# 萨伊·穆拉利·S
塞维蒂·萨伊·穆拉利，简称萨伊·穆拉利·S（英語：Sai Murali S.），印度外交官，现任印度驻贾夫纳总领事，曾任印度駐符拉迪沃斯托克總領事。

## 經歷
塞维蒂·萨伊·穆拉利畢業於卡利卡特国家技术学院化學工程專業，並在英迪拉甘地国立开放大学獲得社會學碩士學位。
2019年，加入印度外事服務部。作為職業外交官，他曾在印度駐俄羅斯大使館的政治與經濟和商務部門工作。在新德里的印度外交部總部，他曾任多邊經濟關係司的副處長。
2021年12月6日至2024年2月5日，任印度駐符拉迪沃斯托克總領事。2024年2月26日，就任印度駐賈夫納第五任總領事。

## 個人生活
萨伊·穆拉利會說英語、印地語、泰米爾語、泰盧固語和俄語。他是一個活躍的獨立音樂人，創作並製作了原創英語歌曲。他的興趣還包括繪畫、瑜伽和紙漿藝術。